# Charles-Arthur Maitrot
Pour les articles homonymes, voir Maitrot.

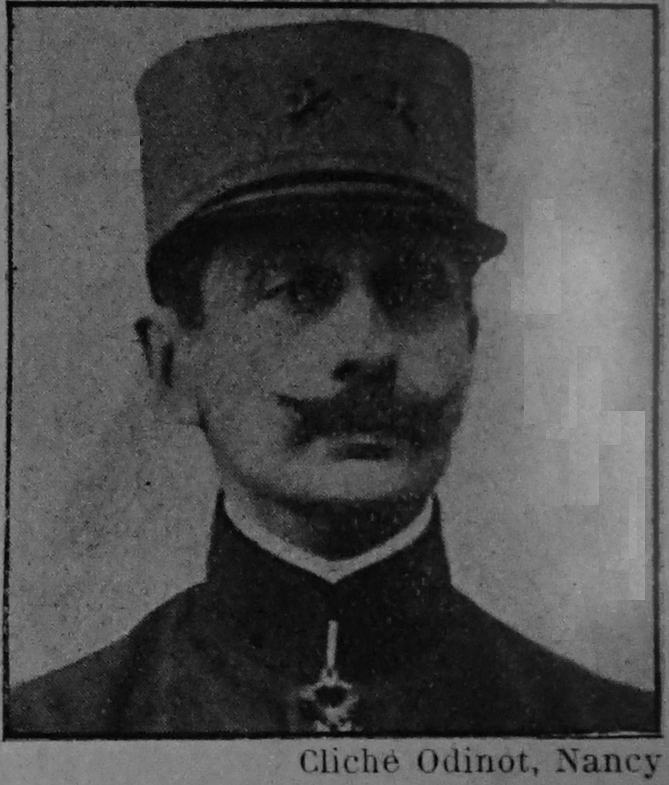
Général de brigade Charles-Arthur Maitrot.

Charles-Arthur, Edouard, Xavier Maitrot est un officier général de l'armée française, auteur de plusieurs ouvrages de stratégie militaire et géopolitique, né à La Fère (Aisne) le 4 juin 1849 et mort à Alger (Algérie) le 28 février 1924. Marié le 18 avril 1886 à Marie Bagneris.

## Carrière militaire
Issu de la 54e promotion (1869-1871) de l'École spéciale militaire de Saint-Cyr "Promotion du 14 août 1870". Il sort sixième sur 258 avec la mention très bien et choisit l'arme de l'Infanterie.
Charles-Arthur Maitrot, au travers de ses écrits, fait partie des officiers issus de l'École impériale militaire de Saint-Cyr ayant publiquement pris parti pour - ou contre - l'emploi d'armements modernes comme les chars de combat, à partir de l'expérience acquise lors de la guerre franco-allemande de 1870.
Il sert en 1886 au 106e régiment d'infanterie à Châlon sur Marne. Il est nommé chevalier de la Légion d'honneur le 16 septembre 1889.
En 1897, chef d'escadron, il est chef-d'état-major de la 12e division.
Il est désigné pour suivre les cours de l'École supérieure de guerre d'où il sort breveté avec la mention très bien.
En 1901, lieutenant-colonel, il est sous-chef d'état-major du 6e corps d'armée.
Il sert en 1903 comme colonel au 162e régiment d'Infanterie de ligne à Verdun (Meuse).
En 1907, alors chef d'état-major du 6e corps à Châlon sur Marne. "Il a l'initiative de la création des hôpitaux de couverture, hôpitaux temporaires destinés, lors de la mobilisation, à recueillir les malades légers, ou les blessés de leur voisinage en attendant le déploiement des ambulances et des formations sanitaires".
En 1914 il commande le secteur nord-ouest de la défense de Toul (Meurthe et Moselle).
En 1916, il est le commandant d'armes du camp de Mailly (départements de l'Aube et de la Marne).
Il termine sa carrière militaire avec le grade de général de brigade.
Il est le premier président de l'Association amicale des Croix de guerre, fondée en 1919 par le vice-amiral Emile Guépratte, devenue en 1967 l'Association nationale des croix de guerre et de la valeur militaire.
Une rue de Châlon en Champagne (Marne) porte le nom du général Maitrot.

## Publications
- 1912 : Général Maitrot, Nos frontières de l'est et du nord : le service de deux ans et sa répercussion sur leur défense, Paris, Berger-Levrault, Editeurs, 1912, 239 p.
- 1913 : Général Maitrot, Les Manœuvres françaises du sud-ouest en 1913, les opérations, la leçon des manœuvres, Paris, Berger-Levrault, Editeurs, 1913, 17 p.
- 1914 : Général Maitrot, Les armées française et allemande. Leur artillerie, leur fusil, leur matériel. Comparaison, Paris, Berger-Levrault, Editeurs, 1914, 144 p.
- 1914 : Général Maitrot et colonel Arthur Boucher, Les allemands à la frontière. Notre défense, Caen, C. Valin, 1914, 16 p.
- 1914 : Général Maitrot, Nos frontières de l'est et du nord : l'offensive par la Belgique, la défense de la Lorraine, Paris, Berger-Levrault, Editeurs, 1915, 135 p.
- 1919 : Général Maitrot, La paix qu'il faut en France. Les réparations, les garanties, le châtiment, Nancy, Paris, Strasbourg, Berger-Levrault, Editeurs, 1919, 144 p.
- 1919 : Général Maitrot, Le Nouvel état militaire de la France, l'armée de demain, Nancy, Paris, Strasbourg, Berger-Levrault, Editeurs, 1919, 93 p.
- 1920 : Général Maitrot, La France et les républiques sud-américaines, Paris, Berger-Levrault, Editeurs, 1920, 390 p., traduit en espagnol en 1920 par E. Contamine de Latour
- 1921 : Général Maitrot, La Prochaine guerre (son caractère scientifique), pages d'histoire, Paris, F. Alcan, 1921, 109 p.

## Distinctions
- Grand-officier de la Légion d'honneur[1]
- Croix de guerre 1914-1918 avec au moins 4 citations[2]
- Officier de l'Instruction publique[1]